# ستانيسلاف بتروف
ستانيسلاف بتروف (بالبلغارية: Станислав Петров)‏ (14 أغسطس 1979 ببلغاريا - ) هو لاعب كرة قدم بلغاري في مركز الدفاع. لعب مع نادي دوبرودزا دوبريتش ونادي سبارتاك فارنا وFC Oborishte Panagyurishte ‏ ونفتكس بورغاس ‏ وFC Dorostol Silistra ‏.

## وصلات خارجية
- ستانيسلاف بتروف على موقع قاعدة بيانات كرة القدم.إي يو (الإنجليزية)